# Review of Palaeobotany and Palynology
Review of Palaeobotany and Palynology is een internationaal, aan collegiale toetsing onderworpen wetenschappelijk tijdschrift op het gebied van de paleobotanie. De naam wordt in literatuurverwijzingen meestal afgekort tot Rev. Palaeobot. Palynol. Het is opgericht in 1967 en verschijnt maandelijks.